# バーニング・シーズン
『バーニング・シーズン』（原題：The Burning Season）は、1994年制作のアメリカ合衆国の映画。HBO制作・放送のテレビ映画。
ブラジルでアマゾン熱帯雨林の保護を訴えて勇敢に闘ったゴム樹液採取者シコ・メンデスの生涯を描く。ジョン・フランケンハイマー監督。メンデスを演じたラウル・ジュリアはこれが遺作となった。WOWOW放送時のタイトルは『バーニング・シーズン/燃える熱帯雨林』。

## キャスト
- シコ・メンデス：ラウル・ジュリア
- レジーナ：ソニア・ブラガ
- ウィルソン・ピネイロ：エドワード・ジェームズ・オルモス
- アルフレド・セゼロ：カーメン・アルジェンツィアノ
- カマラ・ロペス
- スティーヴン・ケイ：ナイジェル・ヘイヴァース
- トーマス・ミリアン
- イーサイ・モラレス
- トニー・プラナ
- トニー・ペレス

## 受賞
- 第52回ゴールデングローブ賞（1995年）
  - 作品賞（ミニシリーズ・テレビ映画部門）
  - 主演男優賞（ミニシリーズ・テレビ映画部門）（ラウル・ジュリア）※死後受賞
  - 助演男優賞（ミニシリーズ・テレビ映画部門）（エドワード・ジェームズ・オルモス）

- 第47回プライムタイム・エミー賞
  - 監督賞（ミニシリーズ/テレビ映画部門）（ジョン・フランケンハイマー）
  - 主演男優賞（ミニシリーズ/テレビ映画部門）（ラウル・ジュリア）※死後受賞

- 第1回全米映画俳優組合賞
  - 男優賞（テレビ映画・ミニシリーズ部門）（ラウル・ジュリア）※死後受賞